# مدرسة المعجبين (برنامج فرنسي)
مدرسة المعجبين أو لِكول دِ فان (بالفرنسية L'École des fans)، برنامج أنتجه التلفاز الفرنسي ما بين عامي 1976 و 1998 كان يقدمه الإعلامي الفرنسي جاك مارتَن (Jack Martin)، واستضاف مشاهير الموسيقا والغناء الفرنسي.
في البرنامج الذي كان يُقدَّم أمام جمهور حيٍّ على مسرح التلفزيون، كان المقدم يستضيف عددا من الأطفال تتراوح أعمارهم ما بين 3 و 10، فيقيم مع كل منهم بدوره حوارا قصيرا يسألفيه الطفل أو الطفلة عن نفسها وأسرتها أو من حضرت معهم، ثم يغني كل طفل أغنية أو يعزف مقطوعة يحفظها، في أحيان كثيرة يصاحبه ويشجعه المغني أو الموسيقي الذي اشتهر جماهيريا بأداء القطعة الموسيقية. لم يكن البرنامج موجها حصرا لجمهور من الأطفال، إلا أن جوّه عُدَّ ودودا وأليفا جدا للأطفال، ومَيَّزه أسلوب مقدمه.
في نهاية فقرة أداء كل طفل فإن الأطفال المشاركين الآخرين يقيِّمونه بإعطاءه درجات، وعندما يلحظ المقدم درجة ما تنحرف كثيرا عن متوسط الدرجات الأخرى فإنه كان يسأل الطفل الذي منح الدرجة عن السبب مما كانت تنتج عنه محاورات طريفة مع الأطفال. في نهاية البرنامج كان الأطفال المشاركون كلهم يتساوون في الدرجة النهائية الممنوحة من المقدم والضيف، ويحصلون جميعا على هدايا.
من الأطفال الذين ظهروا في البرنامج ثم اشتهروا فيما بعد كموسيقيين فانيسا بارادي. أذيعت حلقات من البرنامج في قنوات تلفزة عربية منها قنوات التلفزيون المصري أثناء عقدي الثمانينيات والتسعينيات. توجد كذلك نسخة كندية من البرنامج أنتجها تلفزيون مقاطعة كيبيك وتوقفت عام 2008.

## روابط خارجية
- لكول د فان على موقع IMDb (الإنجليزية)
- لكول د فان على موقع قاعدة بيانات الفيلم (الإنجليزية)